# Párek v rohlíku
Párek v rohlíku (Nederlands: (Knak)worst in een halvemaanbroodje) is een typisch Tsjechische variant van de hotdog. De párek v rohlíku wordt gemaakt met een opgewarmde (soms gegrilde) párek, of een vergelijkbaar worstje, die in een rohlík (soms een stokbroodje) wordt gestoken.

## Naam
Párek v rohlíku is in Tsjechië de meest gebruikte naam. In Zuid-Bohemen wordt de párek v rohlíku ook pikador genoemd. Op plaatsen waar veel toeristen zijn wordt de párek v rohlíku vaak als hotdog of hot dog aangeboden.

## Bereiding
In tegenstelling tot de meeste soorten hotdogs, wordt het worstje bij de párek v rohlíku niet in een opengesneden bolletje geplaatst, maar wordt één van de twee eindjes van de rohlík afgesneden en een gat ingestoken. De párek wordt daarna in het gat gestoken. Traditioneel wordt de párek v rohlíku geserveerd met ketchup en/of mosterd.

## Geschiedenis
De párek v rohlíku wordt waarschijnlijk pas sinds 1972 verkocht. Een slager uit České Budějovice, Václav Masopust, begon ze toen te maken nadat hij op zomervakantie was geweest in het Spaanse Madrid en daar hotdogs was tegengekomen. Onder de naam pikador (de Tsjechische schrijfwijze van picador) begon hij ze na terugkomst in Tsjechië te verkopen.